# Sebastià Casals
Sebastià Casals és una casa eclèctica de Vic (Osona) inclosa a l'Inventari del Patrimoni Arquitectònic de Catalunya.

## Descripció
Edifici civil. Casa entre mitgeres que consta de planta baixa i tres pisos i coberta amb teula aràbiga a dues vessants. A la planta s'hi obre un portal gran a la part esquerre amb llinda de roure i un portalet a la dreta, més petit i amb llinda de fusta i una reixa de ferro forjat datada el 1880. A cada un dels pisos s'obren balcons amb ampit de pedra i baranes de ferro flanquejats amb finestres que disminueixen amb alçada a mesura que pugen els pisos. La part baixa és de pedra i a partir del primer pis són de tàpia i totxo. L'estat de conservació és força dolent i està força arrencat. El ràfec presenta decoracions de totxo. L'estat de conservació és força dolent per bé que la casa està deshabitada.
Aquest edifici ha estat enderrocat, actualment hi ha un habitatge modern.

## Història
Tipus primitiu de casa plurifamiliar propi de la ciutat barroca. Situat a l'antic raval de Sant Pere, que començà a formar-se al segle xiii, davant el portal de Malloles, prop de l'antiga torre d'Amposta prop dels desapareguts camps de Letrans. El seu creixement va venir determinat per l'establiment d'un ordre de mercedaris al segle xiii per ordre del rei Jaume I i pel trasllat de l'antic camí de Barcelona al c/ Sant Pere.
Al segle xiv s'hi instal·laren els primers edificis destinats a l'hospital que culminarien amb l'actual del segle xvi. Al segle xviii s'hi construí l'edifici dels Trinitaris, fou escenari de la guerra dels Segadors i al segle xix en sorgiren persecutors de l'absolutisme. Actualment el c/ Sant Pere sembla estar d'esquena al creixement i modernització de la ciutat i molts dels seus edificis haurien de ser restaurats.